# Ifá
Ifá  (din limba yorubá) este un oracol african. Este un sistem divinatoriu (de prezicere) care își are originea în Africa de Vest, printre yorubii din Nigeria. Este, de asemenea, numit Fa printre cei din etnia fons și Afa printre cei din etnia ewe. Nu este tocmai o zeitate (orixá), dar este purtătorul de cuvânt al lui Orunmila și al celorlalți orixás. Orunmilá este adesea numit orixá al profeției în cultura yorubá. 
Sistemul aparține religiilor tradiționale africane, dar este practicat și în rândul suporterilor Lukumí cubanezi prin Regula Ocha, în Candomblé-ul din Brazilia și  în Cultul Ifá ; și similare transplantate în Lumea Nouă . 
Oficiatorii numiți oluôs, sau babalaôs, sunt cea mai înaltă autoritate a cultului Ifá, responsabili cu înmânarea securii în timpul inițierii de noi babalaôs după o lungă perioadă de ucenicie. 

## Origini
Cultul voodoo al etniei fa este originar din Ile Ifè și a ajuns în fostul regat Dahomey prin intermediul preoților imigranți din teritoriul etniei yorubá, încă din secolul XVII, dar instalarea sa oficială s-a realizar abia pe timpul regelui Abomey sau prin intermediul babalaô-ului Adéléèyé din Ile Ifè, care a ajuns aici în timpul domniei lui Abomey din regatul  Agaja (1708-1732), împreună cu alții (Gongon, Abikobi, Atou și Gbélò), sau de prințesa Nà Hwanjele, mama regelui Tegbessu (1732-1775), care era de origine yorubá. Preoții fa sunt numiți bokonon în limba fon, corespondentul lui babalaô în yorubá. Bokonon-ul de la curtea lui Abomey era unul dintre demnitarii regelui recunoscut cu rangul de prinț, și era printre puținii care aveau voie să poarte djelaba în public și să păstreze capul acoperit în fața regelui și a reginei mamă.

## Metode utilizate

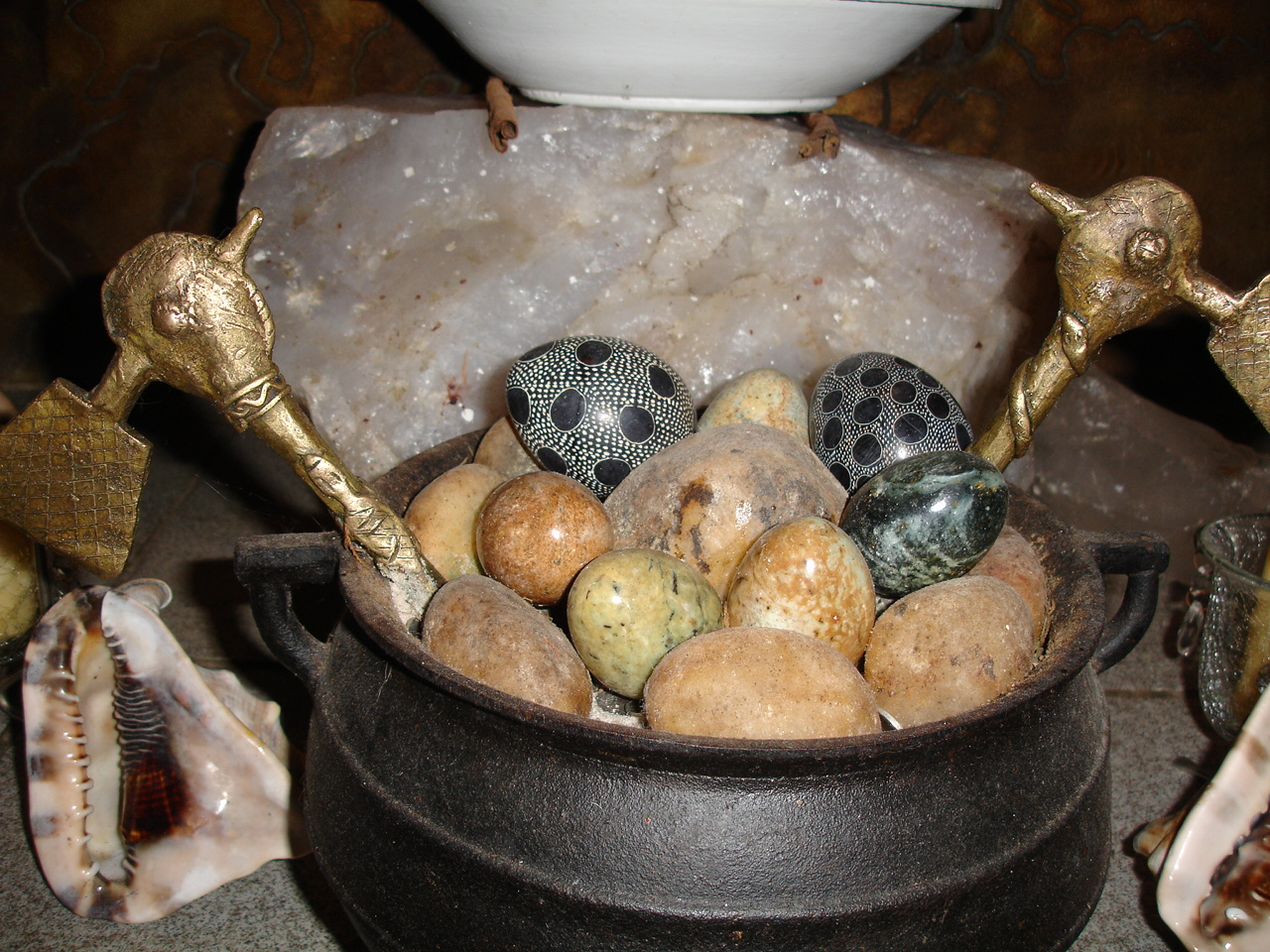
Obiect sacru al Ifá-ului lui lui Orumila.

Orunmila este, ca orixá, zeu al profeției. Ifá este numele oracolului folosit de Orunmila. Cultul Ifá aparține religiei yorubá. Babalaô (tatăl care deține secretul) este preotul cultului Ifá. El este responsabil cu ritualurile și inițierile: toți din cultul Ifá depind de îndrumarea lui și nimic nu poate scăpa controlului său. Ca garanție, el are trei metode diferite de consultare a oracolului și, prin intermediul lor, de interpretare a dorințelor și a determinărilor exprimate de divinitățile orixá. 

### Opon-Ifá

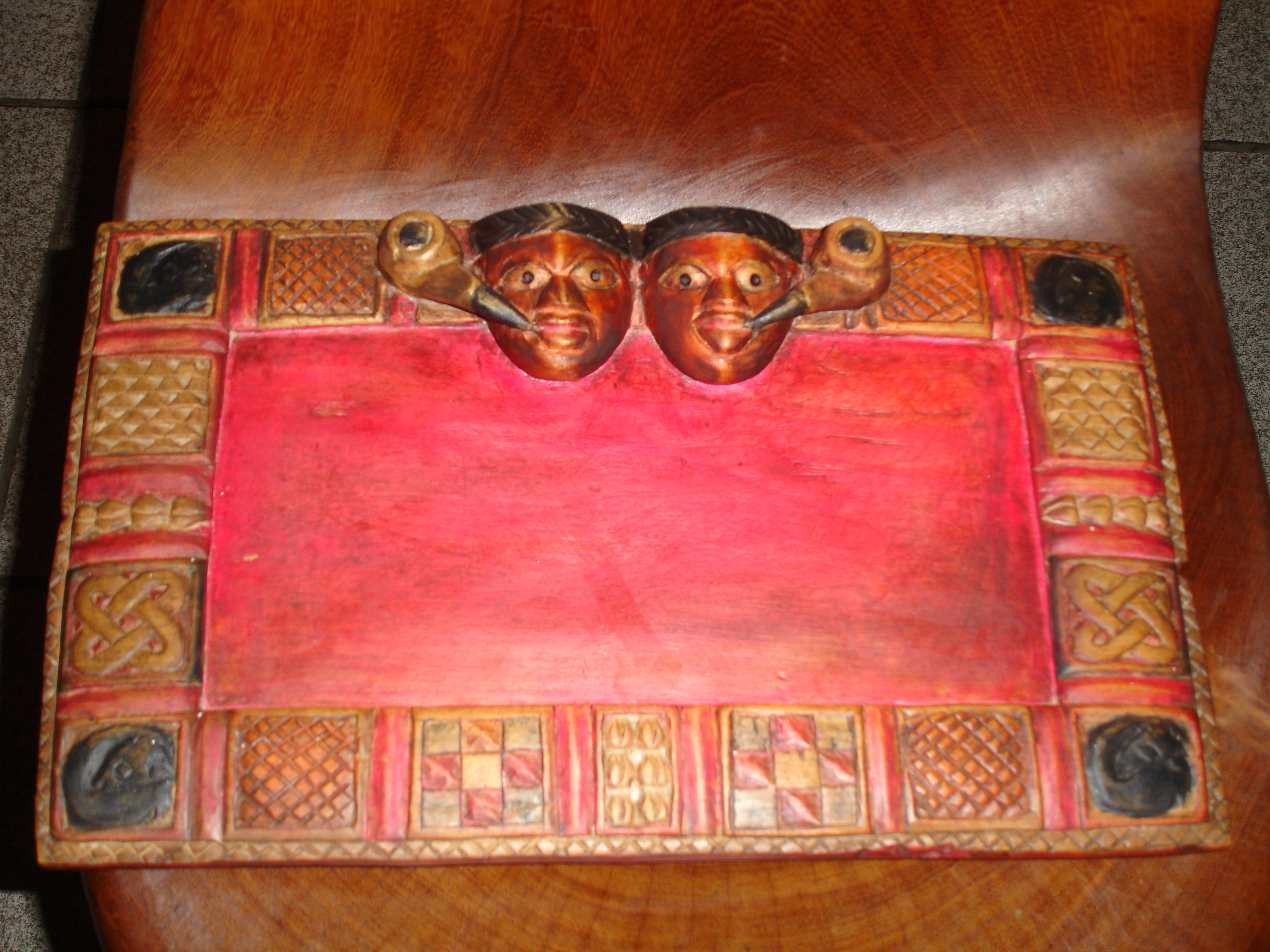
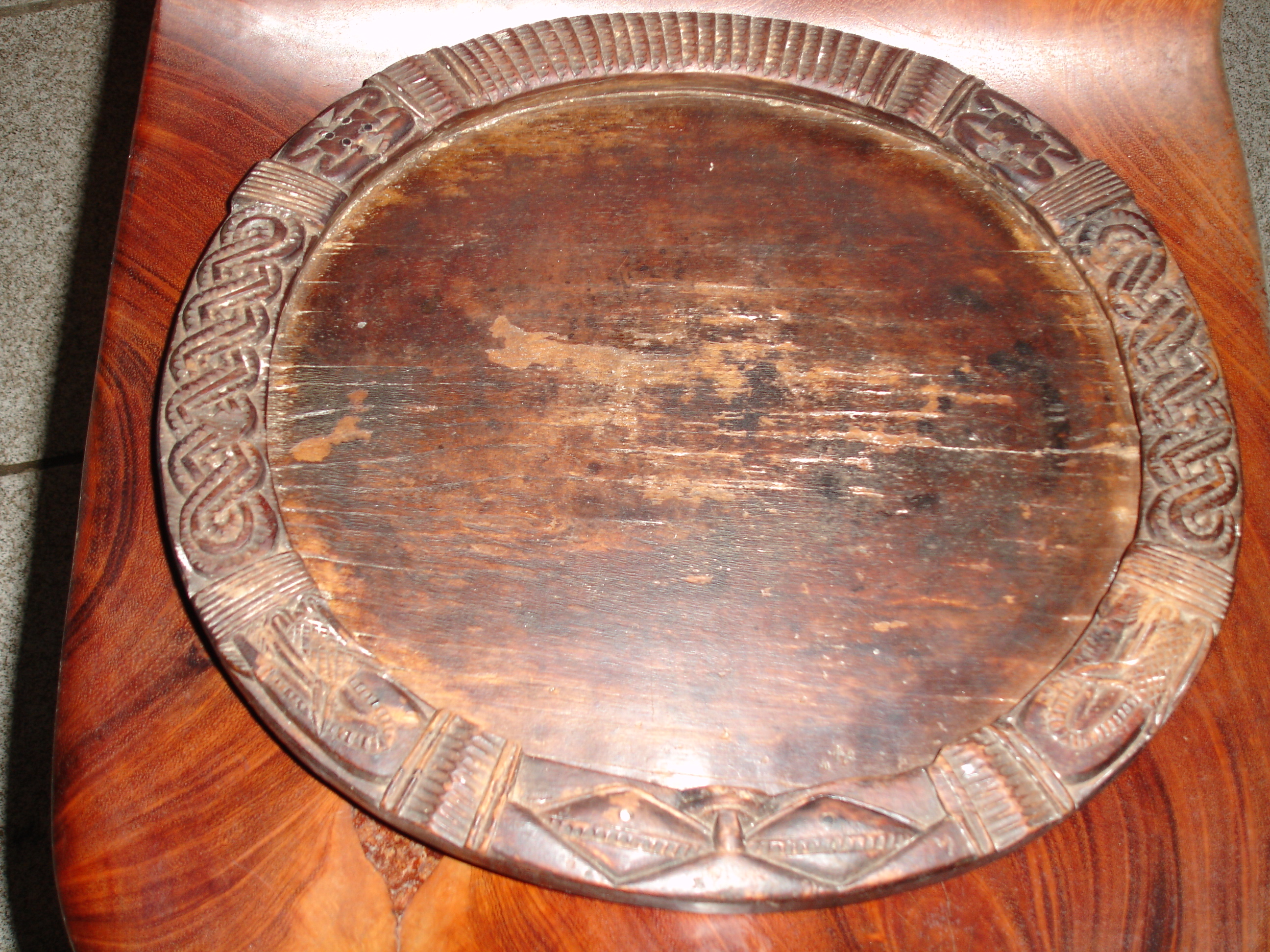
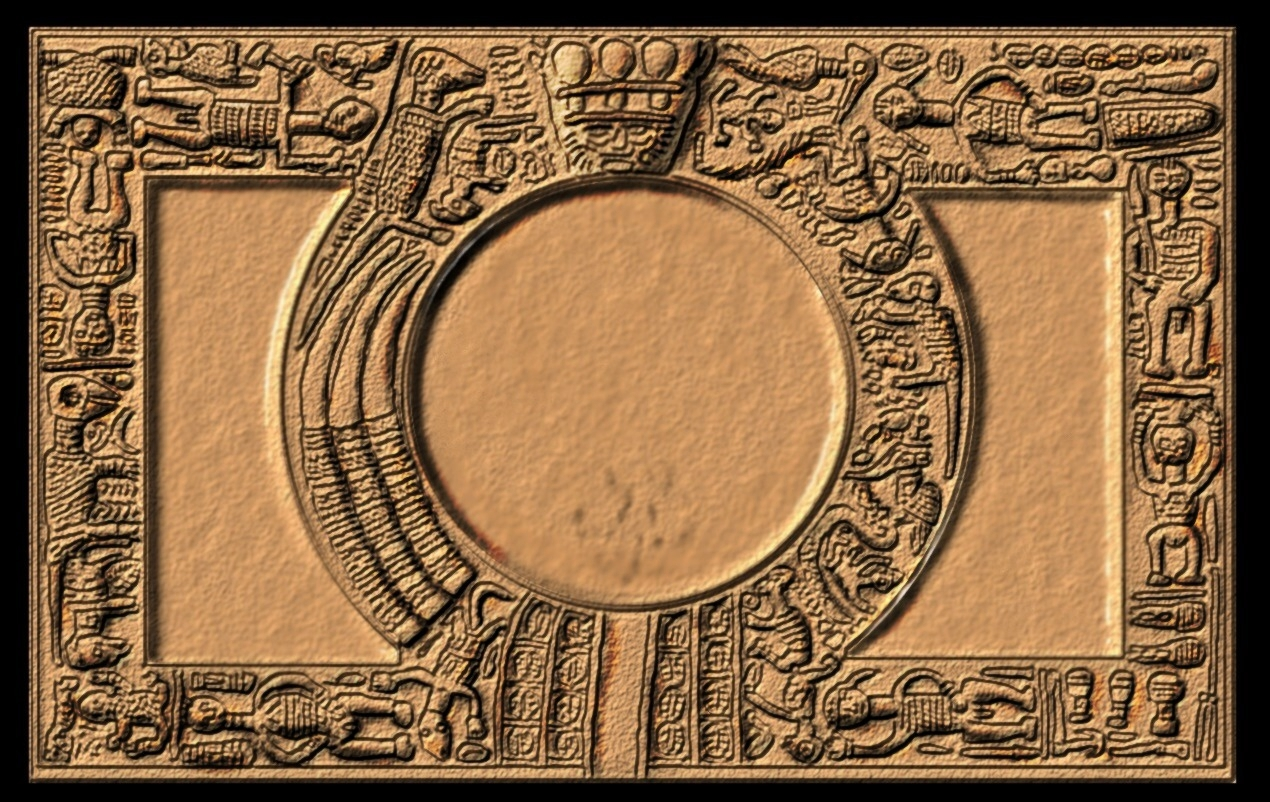
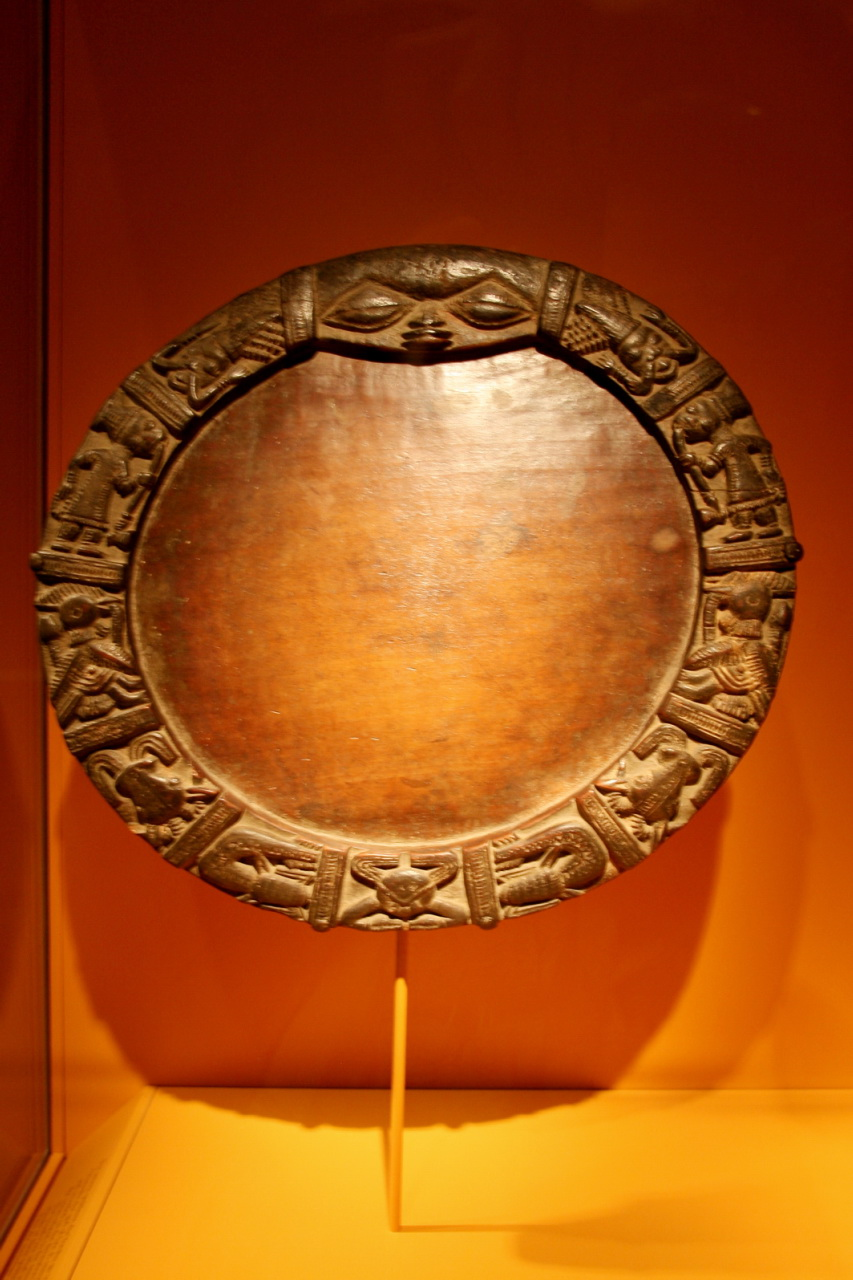

Opon-Ifá este tablă sacră din lemn și sculptată în diferite forme, rotunde, dreptunghiulare, pătrate, ovale, folosite pentru a marca semnele Odusu-urilor (obținute cu jocul Ikin) pe o pulbere numită Ierosum. Metoda divinatorie a cultului Ifa este folosită de babalaôs. 

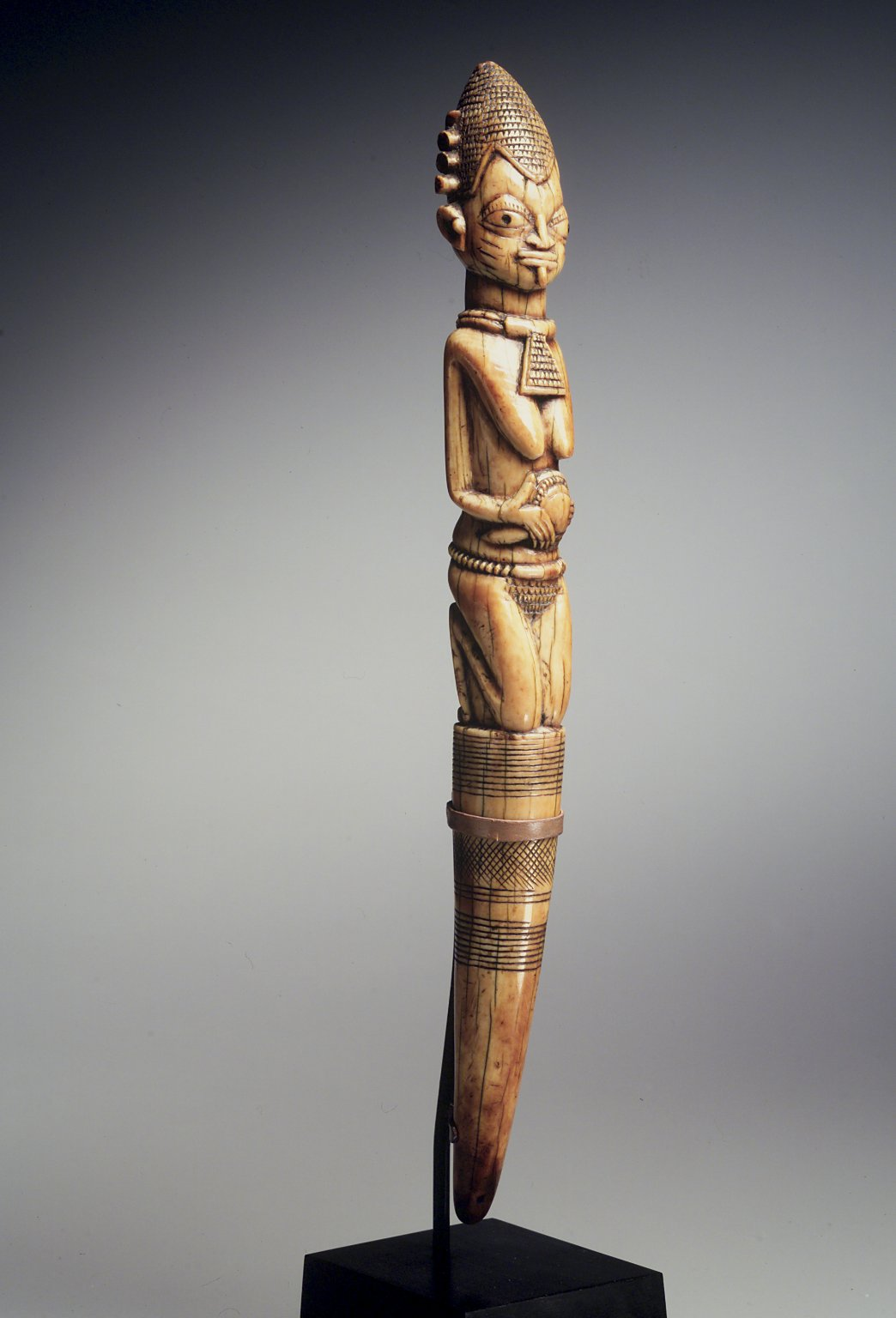
Batedor Iroke Ifa, Brooklyn Museum

Irofá sau Iroke Ifá este instrumentul folosit de babalaô în timpul jocului lui Ikin, cu care lovește masa de lemn Opon-Ifá pentru a atrage atenția lui Odu, printre altele. 

### Jocul Opele

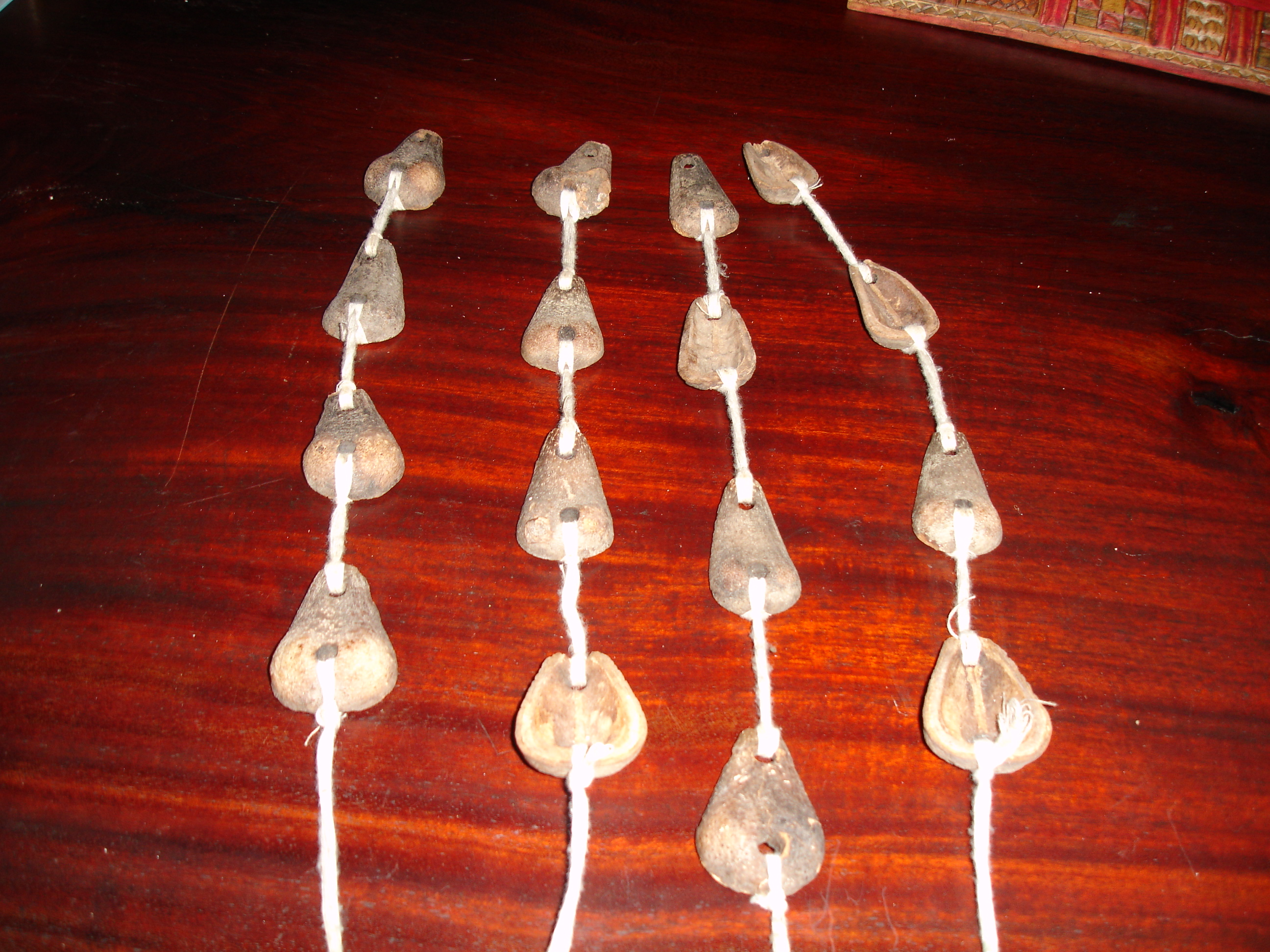
Opele Ifá

Rozariul Òpelè-Ifá sau Ifá este un colier deschis care are opt jumătăți de boabe de opele. Este un instrument de divinație (prezicere) al preoților tradiționali din Ifá. 
Există și alte modele mai moderne de Opele-Ifá, realizate cu lanțuri metalice intercalate cu diferite tipuri de semințe, monede sau pietre semiprețioase Arhivat în 28 septembrie 2007, la Wayback Machine.  Arhivat în 28 septembrie 2007, la Wayback Machine.. 
Jocul Opele-Ifá este cel mai practicat pentru că este cel mai rapid mod, deoarece nu trebuie să ceri cu voce tare, ceea ce permite protejarea vieții private, de asemenea, este folosit exclusiv de către bababalaô, cu o singură lansare a rozariului divinatoriu. Apar 2 figuri care au o parte concavă și o parte convexă care, combinate, formează odu. 

### Jocul Ikins

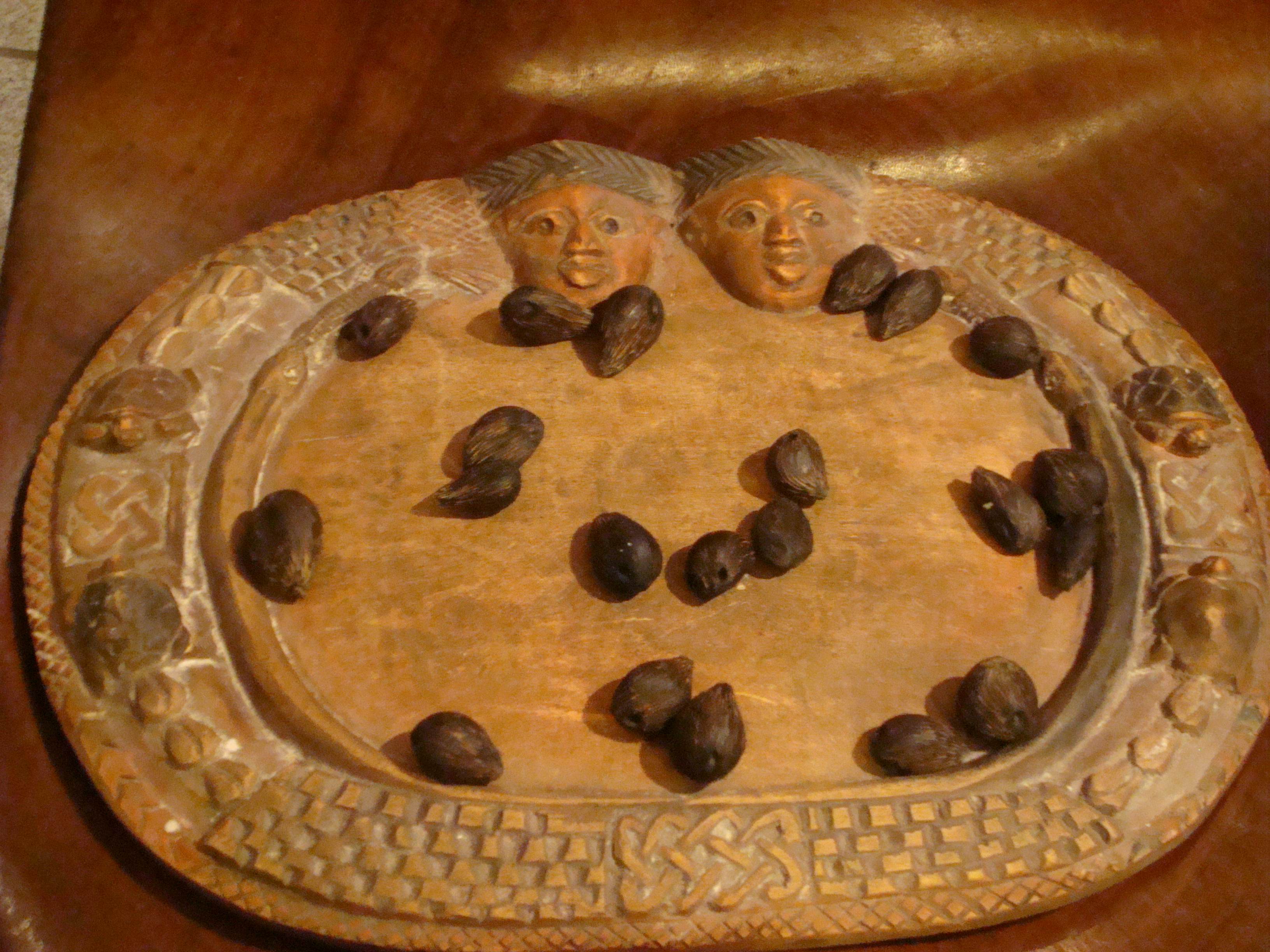
Jocul Ikin

Jocul Ikin este folosit în ceremonii importante cu formă obligatorie, sau într-un mod obișnuit, de oricare babalaô, care este singurul autorizat să-l practice. Jocul constă din 16 nuci dintr-o varietate specială de palmier Ikin, nuci care sunt manipulate de către babalaô pentru a se configura semnul odu pentru a fi interpretat și transmis consultantului. Acestea sunt așezate în palma mâinii stângi, iar cu mâna dreaptă, babalaô încearcă rapid să le îndepărteze deodată cu o mișcare a mâinii opuse pentru a obține un număr par sau impar de ikins în mână. 
Dacă nu iese niciun ikin în mâna stângă, mutarea este invalidă și trebuie repetată. Cu un număr impar sau egal de ikins rămase în mână, se vor face două sau una urme din compunerea semnului Odu care va fi dezvăluit de sistemul oracular. Determinarea Odu-ului este cantitatea de Ikin ce reiese pe mâna stângă. Același lucru va fi transcris și la Opon Ifá, pe praful Iyerossún care trebuie să fie tcernut pe Iyerossún și eîmprăștiat pe Opon-Ifa; pentru a lăsa dungă pe praf, se folosește degetul mijlociu al mâinii drepte, iar pentru două dungi se folosesc două degete, inelarul și mijlociul mâinii drepte. Operația se repetă de câte ori este necesar, până când se obțin două coloane paralele de dungi de la dreapta la stânga cu patru semne, formând astfel configurația semnului Odu.

## Oracolul
Oracolul constă dintr-un grup de nuci de cocos sau de scoici, sau replici ale acestora, care sunt aruncate pentru a crea date binare, în funcție de cum cad, în sus sau în jos. Nucile de cocos sunt manipulate între mâinile ghicitorului și, în cele din urmă, sunt numărate pentru a determina aleatoriu dacă s-a păstrat o anumită cantitate. 
Scoicile sau replicile sunt adesea legate într-un lanț divinator, câte patru pe fiecare parte. Patru picături sau sâmburi formează unul din cele șaisprezece modele de bază (un odu în limba yorubá); Două dintre acestea se combină pentru a crea un set total de 256 odus. Fiecare dintre aceste odus este asociat cu un repertoriu tradițional de versuri (Itan), adesea legate de mitologia yorubá, care explică sensul lor divinatoriu. Sistemul este consacrat orixá-ului Orunmila-Ifá, orixá al profeției și lui Exu, care, ca și mesagerul divinităților orixá, conferă autoritate oracolului. 
Întregul sistem are o asemănare cu sistemul arab de geomanție . Geomanția este un sistem creat de arabi și adus în Africa de Nord, unde a fost învățat de europeni în timpul cruciadelor. Deși are un număr diferit de simboluri, sistemul seamănă și cu sistemul chinezesc Yi-Jing.

## Odu
Fiecare odù este format dintr-un set de două coloane verticale și paralele, cu patru indici fiecare. Fiecare dintre acești indici este compus dintr-una sau două linii verticale paralele pe care babalaô-ul le urmărește în praful (iyerosun) răspândit pe o tavă de lemn sculptată (Opon-Ifá), în timp ce extrage rezultatele manipulând nuci de palmier sau ikin-ifá. 
Babalaô detectează acest odù prin manipularea bulgărilor dr cocos (Ikin) sau aruncând rozariul numit Opele-Ifa. 
Există 256 odù, fiecare corespunzând unei serii de legende (Itan). 
Nu există nici o rețetă pentru a face: nu au o listă de lucruri pentru ca acest Odu să fie revelat, totul depinde de persoana care oficiază. Fiecare oficiant are propriul destin, precum și Etutu (ebó ) care este definit în joc. Dacă cel în cauză provine dintr-un sistem de jocuri de scoici, trebuie să schimbe tot ceea ce a văzut și învățat, pentru ca Ifá să poată face parte din viața sa. 

## Patrimoniu Oral și Imaterial al Umanității
În Nigeria sunt două oracole trecute pe lista Patrimoniului Oral și Imaterial al Umanității:  Gelede, care este, de asemenea, practicat în Benin și în Togo, și Ifa. 

## În Africa

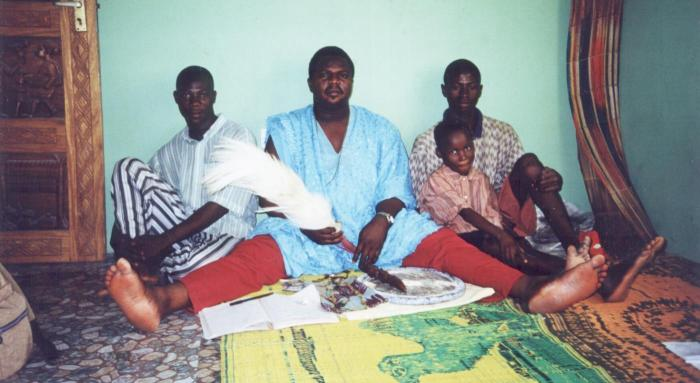
Babalaô și ucenici, întotdeauna alături de el. Ucenicia începe foarte devreme

Orixá Orunmilá este, de asemenea, numit și Ifá sau Orunmila-Ifaá și este, de asemenea, adesea numit Agbonmiregun („El, care este mai eficient decât orice medicament“). În caz de îndoială, Ifá este consultat de persoane care au nevoie de o decizie, care doresc să știe despre căsătorii, călătorii, afaceri importante, boli sau din motive religioase. 
Pentru yorubá, preotul este babalaô, iar în limbile fons și ewes este numit bokonon, însă sistemul de divinare este același. Babalaô (tatăl secretului) primește indicații pentru răspunsuri prin semnele (odù) date de Orunmila-Ifá. 

## În Bahia
Ifá în Bahia a fost reprezentată de Yanifá Ifádáyìísi Ifatóun Ajobi Agboola, prima femeie inițiată în cultul Ifá din Bahia; ea conduce cultul religios din Egbé Ifá Ogundafun, alături de tânărul babalaô IfáLolú Ogúntoluinon, a sa Apetebi Ifadamitan Iyáomíeromì și cei 4 fii ai lor reprezentând familia Epega. 
Ifá ne impune fidelitatea față de practica adusă de strămoșii africani ai brazilienilor, fără aculturarea elementelor braziliene. Este stăpânul destinelor. Prin urmare, ne oferă o marjă largă de realiniere a individului la destinele sale (odus) de la nașterea sa până la îndeplinirea misiunilor sale ca subiect spiritual. În ianuarie 2015, un egbe a avut onoarea de a-l primi pe  Oluwo Ifagbain Agboola și anturajul său pentru diverse ceremonii, inițierea oamenilor de către Isefás (prezentare a Ifá), Itefá ( inițiere la Babalaô Itelodú ) și diverse alte ceremonii legate de cult. 